# William Thomas Collings
Pour les articles homonymes, voir Collings.
William Thomas Collings, né le 4 septembre 1823 et mort le 7 mars 1882, est un prêtre anglican et le seigneur de Sercq de 1853 à 1882.